# Neoscaptia collaris
Neoscaptia collaris är en fjärilsart som beskrevs av George Francis Hampson 1922. Neoscaptia collaris ingår i släktet Neoscaptia och familjen björnspinnare. Inga underarter finns listade i Catalogue of Life.